# Шпилівська сільська рада (Іванківський район)
| Шпилівська сільська рада — орган місцевого самоврядування у Іванківському районі Київської області з адміністративним центром у с. Шпилі. Водоймища на території, підпорядкованій даній раді: річки Таль, Тетерів. Сільській раді підпорядковані населені пункти: - с. Шпилі - с. Білий Берег - с. Воропаївка - с. Зимовище - с. Рокитна Слобода |

## Склад ради
Рада складається з 16 депутатів та голови.

### Керівний склад ради
| ПІБ                      | Основні відомості                                                 | Дата обрання | Дата звільнення |
| ------------------------ | ----------------------------------------------------------------- | ------------ | --------------- |
| Осадчий Валерій Петрович | Сільський голова, 1955 року народження, освіта, безпартійний      | 26.03.2006   | 31.10.2010      |
| Осадчий Валерій Петрович | Сільський голова, 1955 року народження, освіта вища, безпартійний | 31.10.2010   |                 |

Примітка: таблиця складена за даними джерела